# ミノア文明

クレタ島ミノア文明地図

ミノア文明（ミノアぶんめい）は、エーゲ文明のうち、B.C.2000頃～B.C.1400年頃クレタ島で栄えた青銅器文明のことである。伝説上のミノス王にちなみ、ミノス文明とも呼ばれるが、クレタ文明と呼ばれることもある。

## 概要

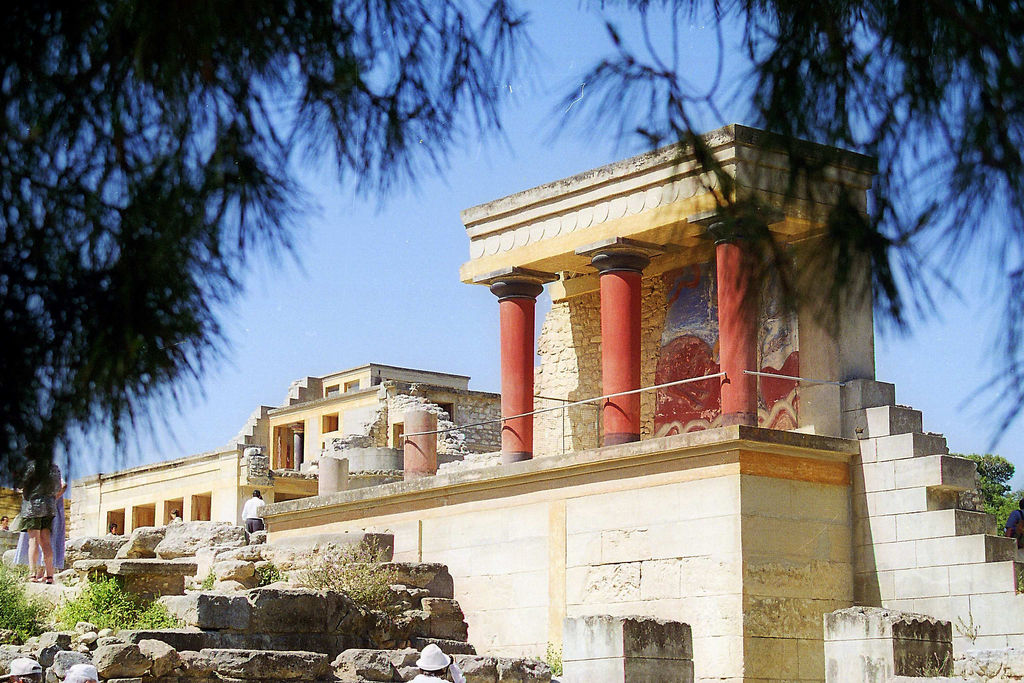
クノッソス宮殿

紀元前2000年頃の中期ミノア期に、地中海交易によって発展し、クノッソス、マリア、ファイストスなど、島内各地に地域ごとの物資の貯蔵・再分配を行う宮殿が建てられた。宮殿以外にもコモスやパレカストロのような港湾都市が繁栄。また、貿易を通じてエジプトやフェニキアの芸術も流入し、高度な工芸品を生み出した。紀元前18世紀ごろには、線文字Aを使用している。
紀元前1600年頃の後期ミノア期には、各都市国家の中央集権化、階層化が進み、クノッソス、ファイストスが島中央部を、マリアが島東部をそれぞれ支配するに至ったが木材の大量伐採による自然環境の破壊が文明そのものの衰退を招き、紀元前1400年ごろにミュケナイのアカイア人がクレタ島に侵入、略奪されミノア文明は崩壊した。
クレタの宮殿建築は非対称性、有機的、機能的な構成で、中庭は外部から直接に進入することができ、かつ建物の各部分への動線の起点となっている。建物は常に外部に対して開放されており、当時のクレタが非常に平和であったことが推察される。
初期の宮殿建築では、宮殿に接して市民の公共空間が設けられていたが、後期ミノア時代に社会体制が中央集権化、階層化するとともに次第に公共空間は廃れ、他の建築物が建てられた。祭政を一体として行っていたために、独立した祭儀場を持たない。
ミノア文明は、紀元前15世紀半ばに突然崩壊した。その原因を、イギリスの考古学者アーサー・エバンスらは、サントリーニ島の巨大爆発（ミノア噴火）に巻き込まれたとする説を唱えた。しかし、アクロティリ遺跡の調査によってミノア文明が滅んだのは、ミノア噴火より50年後ほど経た後であり、サントリーニ島の噴火が直接の原因ではないことがほぼ確定している。

## ミノア文明以前
| 年代            | 土器による編年 | 文化推移による区分                |
| --------------- | -------------- | --------------------------------- |
| 前3650年-3000年 | EMI            | 前宮殿時代                        |
| 前2900年-2300年 | EMII           | 前宮殿時代                        |
| 前2300年-2160年 | EMIII          | 前宮殿時代                        |
| 前2160年-1900年 | MMIA           | 前宮殿時代                        |
| 前1900年-1800年 | MMIB           | 古宮殿時代 (第1宮殿時代)          |
| 前1800年-1700年 | MMII           | 古宮殿時代 (第1宮殿時代)          |
| 前1700年-1640年 | MMIIIA         | 新宮殿時代 (第2宮殿時代)          |
| 前1640年-1600年 | MMIIIB         | 新宮殿時代 (第2宮殿時代)          |
| 前1600年-1480年 | LMIA           | 新宮殿時代 (第2宮殿時代)          |
| 前1480年-1425年 | LMIB           | 新宮殿時代 (第2宮殿時代)          |
| 前1425年-1390年 | LMII           | 諸宮殿崩壊後の時代 (最終宮殿時代) |
| 前1390年-1370年 | LMIIIA1        | 諸宮殿崩壊後の時代 (最終宮殿時代) |
| 前1370年-1340年 | LMIIIA2        | 諸宮殿崩壊後の時代 (最終宮殿時代) |
| 前1340年-1190年 | LMIIIB         | 諸宮殿崩壊後の時代 (最終宮殿時代) |
| 前1190年-1170年 | LMIIIC         | 諸宮殿崩壊後の時代 (最終宮殿時代) |
| 前1100年        | 亜ミノア文化   |                                   |

クレタ島では文化がギリシャ本土やキクラデス諸島と並行しながら独自の進化を遂げていた。そのため、本土や島嶼部で発掘されるソースボートはクレタ島では稀にしか発見されず、その逆にクレタ島で発掘されるヴァシリキ様式(de)ティーポットは本土や島嶼部で発見されることは稀である。
そのため、初期青銅器時代にキクラデス諸島での文化断絶が発生したにもかかわらず、クレタ島ではその傾向は見られず、中期青銅器時代に至ると宮殿が築かれるようになった。この青銅器時代の文化推移についてクレタ島ではエーゲ海で見られる初期、中期、後期と並行した形で前宮殿時代、古宮殿（第1宮殿）時代、新宮殿（第2宮殿）時代、諸宮殿崩壊後（最終宮殿、もしくはクレタのミケーネ）時代という区分が用いられることが多い。なお、各時代は土器の様式の変化に伴い、右の表のように細分化されている。
ミノア文化の盛衰については研究者のあいだでも議論が続いており、高編年を取る者、低編年を取る者の間で100年ほどの差が出ている。ミノア文化について明らかにするには線文字Aの解読、宮殿から得られる情報の整理、宮殿周囲の都市やヴィラ、聖域なども考慮して研究することが必要であるとされており、研究が続いている。

### 前宮殿時代

#### 土器様式

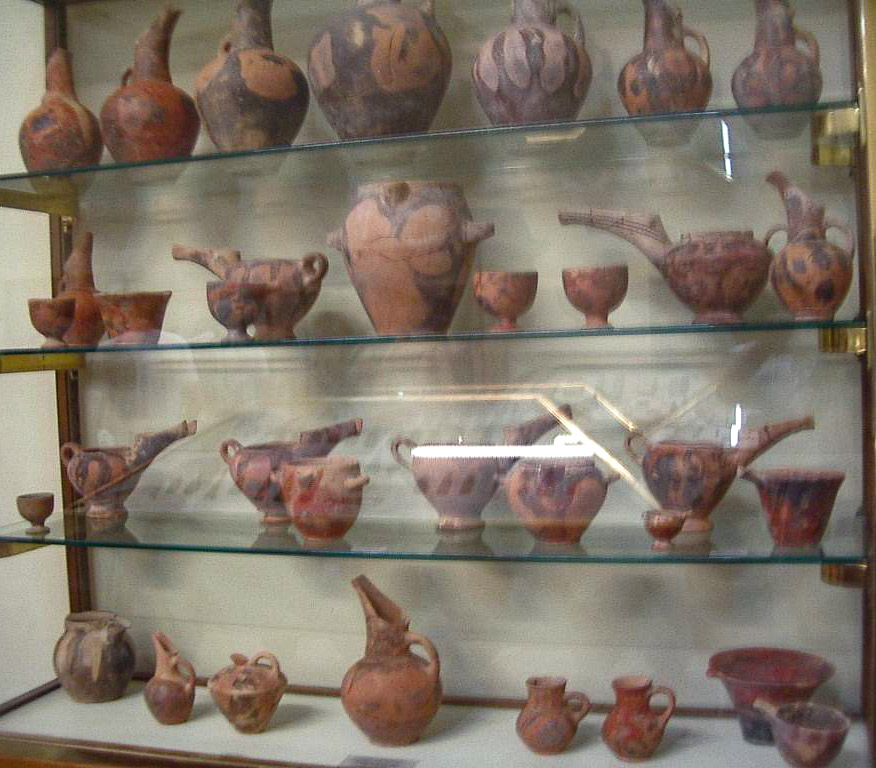
ヴァシリキ様式の土器

この細分化された編年で前宮殿時代に属するEMI、EMII、EMIII（初期青銅器時代）、MMIA（中期青銅器時代初期）のにおいて、EMIはピュルゴス土器と呼ばれる部分的に磨かれた装飾が見られる灰黒色の土器、または水差しが発見されることの多い白色に赤線が描かれたアイオス・オヌフリオス土器が代表となる。
EMIIはさらにAとBに細分化されており、Aの方ではクウマサ土器と呼ばれるアイオス・オヌフリオス土器が発展した彩文土器や刻文が彫られた灰色土器が見られる。それに対してBではヴァシリキ土器が多く見られる。このヴァシリキ土器はクレタ東部に多く分布しており、器の外面が磨かれ黒や赤の光沢がある斑が見られるのが特徴である。
EMIIIでは黒地に白で文様が描かれているが、この特徴はMMIAにも受け継がれており、MMIAでは赤色がこれに加わっている。

#### 特徴
前宮殿時代の代表的遺跡としてミルトスのフルヌウ・コリフィ遺跡が上げられるが、この遺跡はEMIIに所属する。この遺跡はEMII末期に焼壊した後、定住者が現れなかったために当時の様相を残している。
この遺跡は計画的に建てられた物ではなく、家々も小さな部屋で構成されているが、その後の時代に形成された宮殿のような大型の貯蔵庫と思しきものが発見されている。また、遺跡周辺には膨大な数の石皿が発見されており、当時、この遺跡で穀物が粉にされていたことが想像されている。
埋葬については共同墓地に何世代もの人々が葬られており、クレタ中部のメサラ平野で見られるトロス墓、クレタ島部のモクロス島で見られる長方形の施設が存在する。ただし、このトロス墓はミケーネ時代のように地下ではなく地上に作られている。また、アルハネスのトロスCではキクラデス文化の石偶が発見されており、クレタ島とエーゲ海島嶼部が交流していたことが窺える。
その後、前2000年頃になるとクレタ島におけるミノア文化を特徴づける宮殿が成立することになる。これらの宮殿は計画的に建設されており、また、規格化もなされている。そのため、フルヌウ・コリフィの集落のように自然発生したものではなく、クノッソス、マリア、フェストス、ザクロスで発見されたそれぞれの宮殿は基本的に同一な構造である。これらの宮殿の規格、構造が同一であることは何らかの人物が主導したと想像されており、この宮殿の成立によってミノア文化の人々が支配する側と支配される側と二分化が始まっていたと思われる。
また、宮殿は中央に長方形の広場が形成され、その周囲に各種機能を担うブロックが配置されているが、この西側にはさらに広場が構築されている。この西側の広場から宮殿を見たときに宮殿が最も威容を持つようにされており、ここにも二分化の傾向が暗示されている。

## 古宮殿時代

### 土器様式

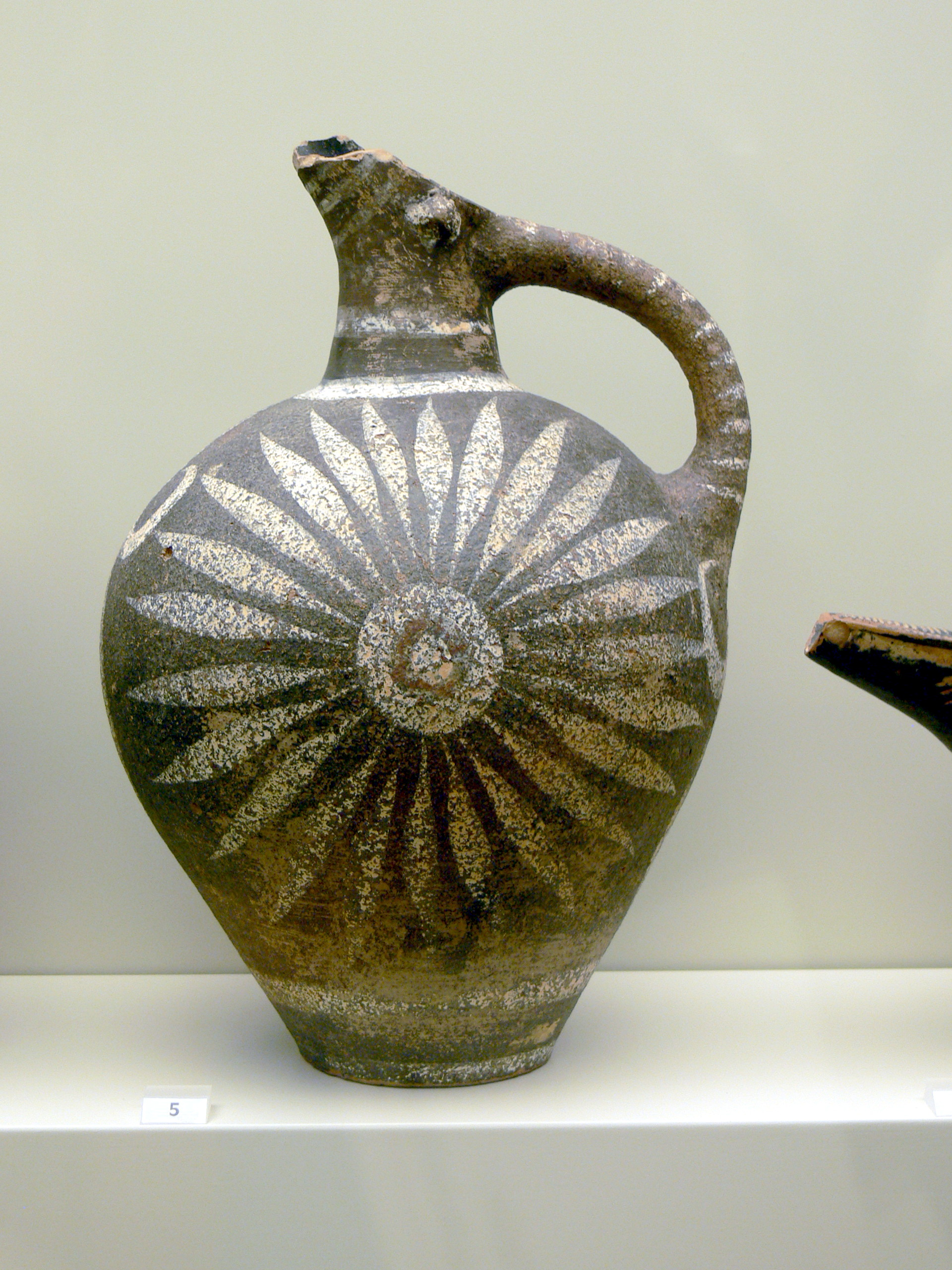
カマレス土器

この時代、カマレス土器と呼ばれる白、クリーム色、赤、オレンジ色で大胆に抽象的文様が描かれた土器が生まれる。また、MMIB期に入るとろくろが導入されたと想像されており、その技術はかなり向上している。これらの高い技術は宮殿の成立に伴って製陶が専門化されたことにより生まれたと考えられている。

### 特徴
クノッソスの宮殿の最古部はMMIBに属しているが、この時期に宮殿が完成されたわけではなく、北西部と西側の貯蔵庫が最初に構築され、その後、東側の建物が構築されたと考えられている。西側の広場ではクールーレスと呼ばれる円形のピットが３つ掘られており、これらは穀物を地下に貯蔵していたとされている。また、最西部ではオリーブ油やワインなどが貯蔵されており、宮殿が構築当初から農産物の貯蔵に使用されていたことが窺える。また、中央広場東部では土器の補完や紡績の作業場として使用されていたことが推測されており、これらの発展はメサラ平野のフェストス宮殿でも見ることができ、フェストスでは古宮殿時代はフェイズ1、フェイズ2、フェイズ3の三段階に分けられているが、それぞれのフェイズで貯蔵庫、加工の場としての性格が進行している。
クノッソスの宮殿における祭祀、行政の中核は宮殿西翼の東部で行われており、この中でも重要な箇所である「玉座の間」は過去にミケーネ時代（LMII）に至ってから構築されていたと思われていたが、その後の研究の結果、この時代に構築されたことが明らかになっている。このようにクノッソスでは祭祀施設が宮殿内部に構築されていたが、マリアの宮殿では宮殿外のMu地区（Quartier Mu）と呼ばれる複合施設に構築されている。
これら古宮殿時代の宮殿は高編年では前1780年に地震で全て崩壊したと考えられている。しかし、その後、崩壊した宮殿の上に同様の計画をもってより規模を拡大したうえで再建されている。

## 新宮殿時代

### 土器

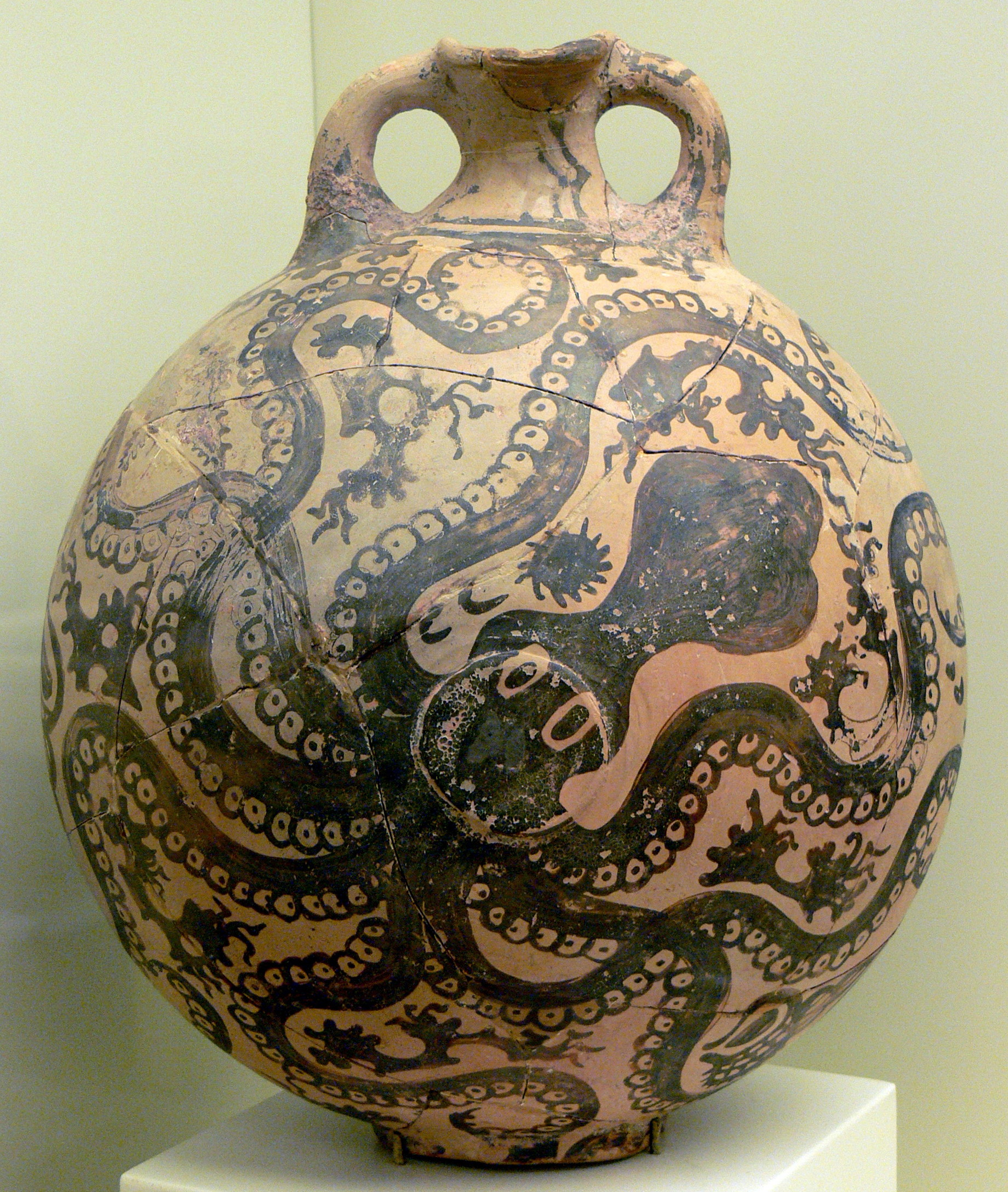
海洋文様が描かれた土器

新宮殿時代に至ると土器フェイズではMMIIIからLMIBに分類されるが、この時代にミノア文化は最盛期を迎える。MMIII期に入るとカマレス土器はあまり見られなくなり、その代わりに亀甲波状文が施されたものが現れはじめる。さらに土器の形状も様々なものが生まれ始め、後期青銅器時代に見られる土器で導入された技術が生まれ始めているのがMMIIIの特徴でもある。
LMIA期に入ると明色地に暗色（赤、茶）で水平方向に渦巻や草花を描くことが普及しはじめる。草花文はカマレス土器にも描かれることがあったが、LMIA期はそれとちがい柔軟で自然主義的な文様が多く、これはフレスコ画にも共通している。
LMIBに入ると新たに「宮殿伝統」として高度な芸術性を持った精製土器群が現れる。この土器には海洋文様式、草花文様式、抽象文様式、交互様式の4様式が見られる。

### 特徴

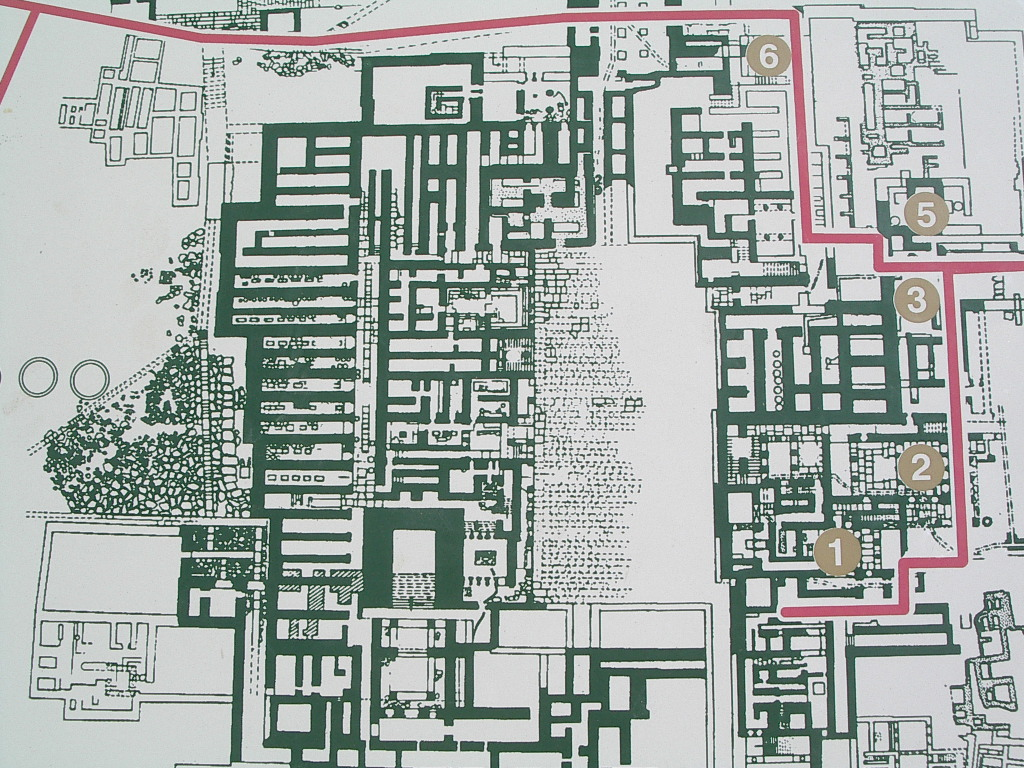
クノッソス宮殿の平面図

古宮殿時代に一度は崩壊したクノッソスの宮殿もその上に新たに宮殿が再建された。この再建は同時に行われたものではなく、徐々に造営されたと考えられている。この再建時に「玉座の間」も玉座が作られ、それを取り巻くベンチも作られたと考えられるが、この玉座が作られた経緯、その機能については現在も議論が続いている。

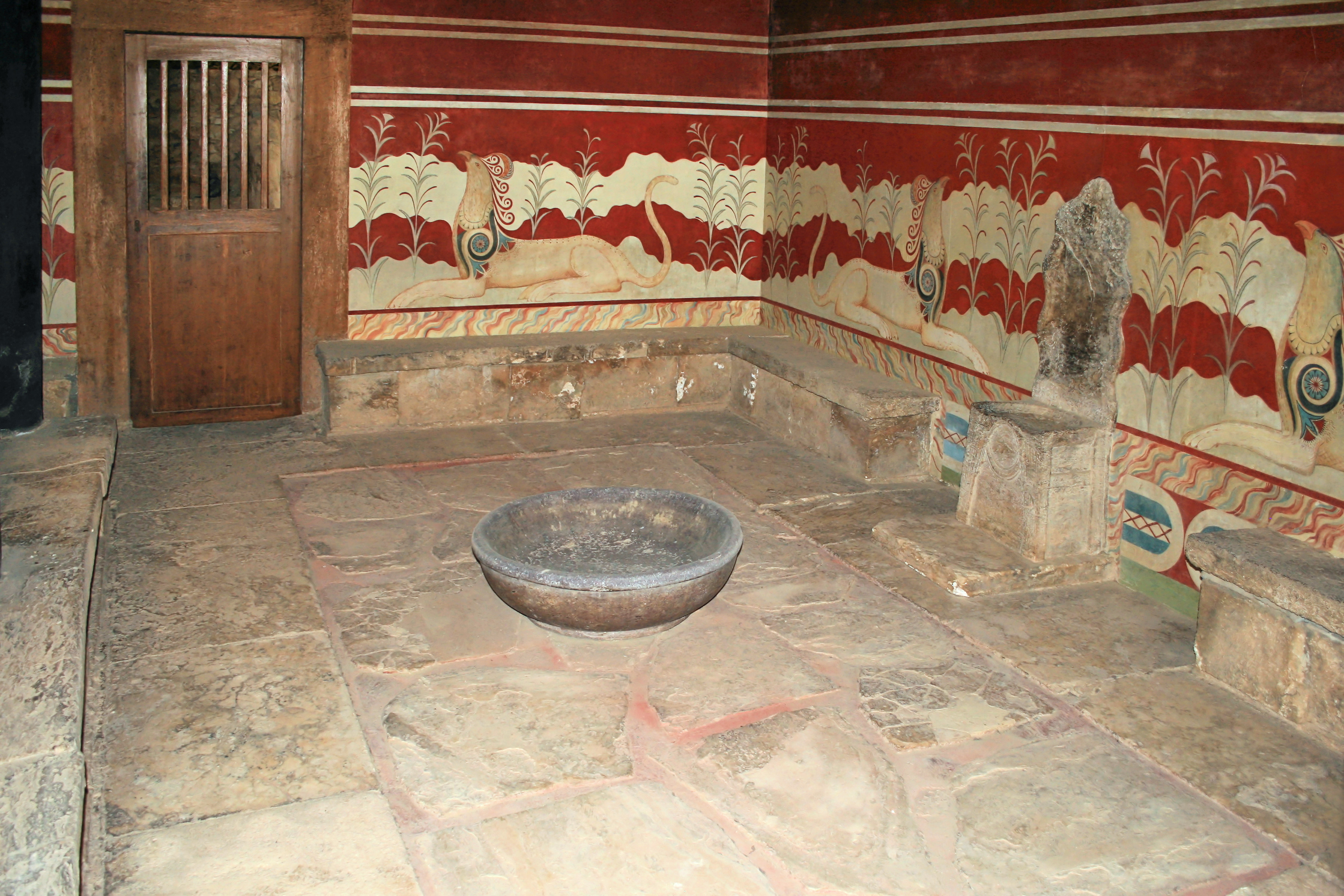
玉座の間、壁にはグリフォンが描かれている

ただし、玉座背後の壁には一対のグリフォンが描かれているが、この一対のグリフォンが印章などに描かれていた場合、女性を守る図で描かれることが多いことからこの玉座に座って宗教的、もしくは世俗的な行為を行ったのが女性であった可能性が高い。また、「玉座の間」の南側には宮殿における信仰の中心地であったと考えられている神聖な円柱を含む祭祀施設が構築されており、さらにその奥側には神聖な供物を保管する地下格納庫が構築されていた。
この地下格納庫では陶製の蛇を持つ女神像や線文字Aが刻まれた粘土板が出土しているが、これらのものが同じ場所で出土したことは祭祀と行政が堅く結ばれていたことを示していたと思われる。

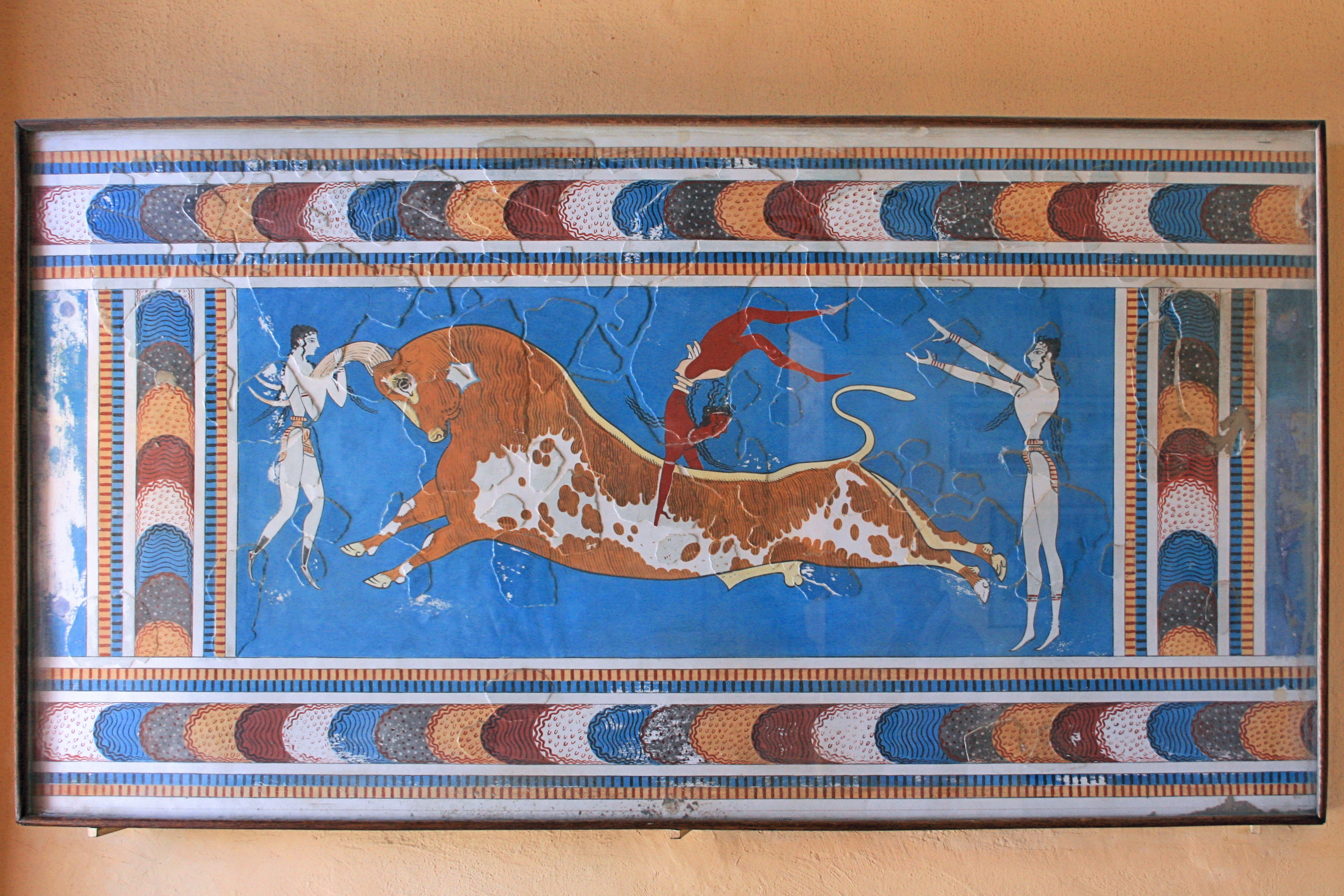
牛飛びの儀式

新宮殿でも中央広場が構築されており、この広場では牛飛びの儀式が行われた場所とされているが、これには異論も存在しており、西側広場で行われていたものを描いたと思われるフレスコ画と中央広場で行われていたものを描いたフレスコ画では描かれた若者の服装や髪型に違いが見られるが、これはこの広場が運動場であったわけではなく、集会場、いわゆる古代ギリシャにおいて行われたアゴラを暗示するものと考えられている。

### 宮殿
ミノア文化の宮殿は各地から集まる物資の貯蔵、加工を行い、それを再分配するシステムの中心地であった。マリアやザクロスでは宮殿を中心に町が形成されている。ただし、ザクロスの場合は海に面した地域で港湾都市が形成され、その後、宮殿が形成されたと推測されている。グルニア、コモス、パレカストロでは宮殿とは別の箇所で町が形成されている。特にパレカストロでは町の規模が宮殿を上回っており、街道を中心に形成されている。また、発掘が進められているコモスも港湾都市であり、宮殿と同規模の町が発見されている。
新宮殿時代に至ると都市とは別にヴィラと呼ばれる孤立家屋が普及し始める。ヴィラは複数の部屋で構成される一軒屋、もしくは複数の家屋群で構築されていることがあるが、これらは宮殿と同じように物資の貯蔵施設があり、アルハネス南のヴァシペトロのヴィラではワイン、オリーブ油を製造する遺構が発見されており、さらにこのヴィラは円柱をめぐらした吹き抜けの2階部分にバルコニーがついたものが発掘されており、これは当時の姿をよく伝えている。
ミノア文化は多神教であったが、宮殿は信仰の中心地でもあった。各地の宮殿は祭祀に関わる施設が作られ、多くの宮殿には聖域が構築されており、そこには『聖別の角』が飾られていた。

## 発掘

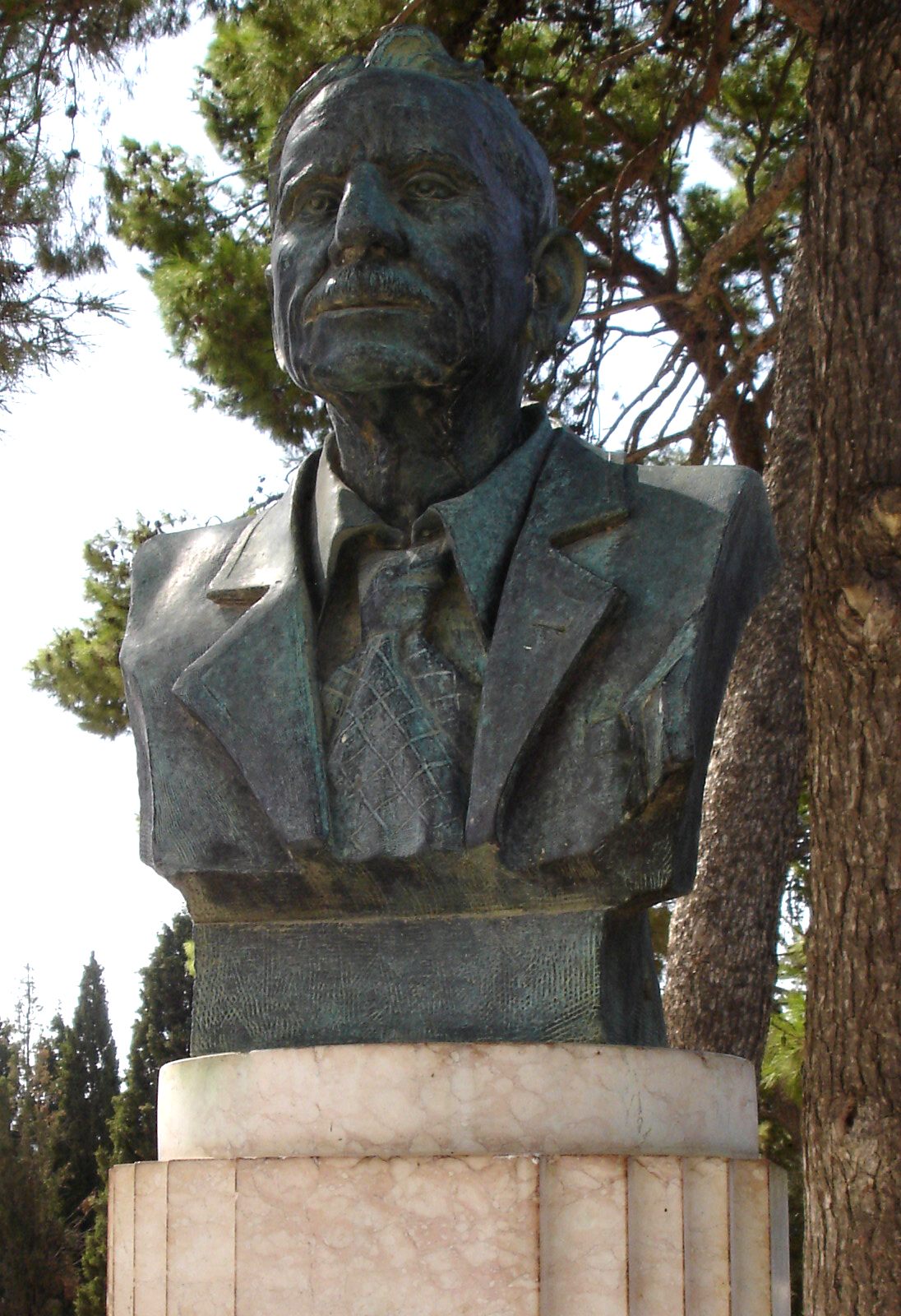
アーサー・エヴァンス

ミノア文明発掘は1884年、クレタ島を訪れたイタリアの研究家ハルブヘルによる、前5世紀に著されたとされるゴルテュン法典の発見が嚆矢となった。
その後、イギリスの考古学者であるアーサー・エヴァンズは、エジプトやメソポタミアの例を見る限り、ハインリヒ・シュリーマンが発見したトロイアとミュケナイにおける高度な文明は文字なしには成立し得ないと考え、アテネの店先で見たクレタ島起源の護符のような印章に象形文字と思われる記号があったことからクレタ島へ向かった。
エヴァンスはクレタ全域を踏破した後、ギリシャ人ミノス・カロケリノスが1878年に発見したケファラの丘を発掘地に定めた。エヴァンスにとって幸運なことに1900年にクレタ島がオスマン帝国からギリシャ領となっていたことやミロス島のフィラコピ遺跡に携わっていたマッケンジーの協力を得たことにより発掘は順調に進んだ。
1900年、クノッソス宮殿が発掘されギリシャ本土より200年以上前にギリシャを彩った文明の痕跡が発見された。エヴァンスはこれをミノア文明（Minoan）と名付けた。